# Де-Мойн
Де-Мойн (англ. Des Moines) — місто (англ. city) в США, в округах Полк і Воррен штату Айова. Столиця штату (з 1857), адміністративний центр округу Полк. Населення — 214 133 особи (2020), з передмістями понад 450 тис. жителів — це найбільше місто штату.

## Історія
Місто було засновано поселенцями-гомстедерами, в 1851 було відоме як форт Де-Мойн, отримало статус міста з 1857. Місто серйозно постраждало від декількох повеней в 50-ті рр. XX в., а також повеней 1993-94.

## Географія
Де-Мойн розташований біля місця впадання річки Ракун в річку Де-Мойн за координатами 41°34′26″ пн. ш. 93°37′0″ зх. д. / 41.57389° пн. ш. 93.61667° зх. д. (41.573946, -93.616708).  За даними Бюро перепису населення США в 2010 році місто мало площу 213,92 км², з яких 209,45 км² — суходіл та 4,47 км² — водойми. В 2017 році площа становила 235,00 км², з яких 229,05 км² — суходіл та 5,95 км² — водойми.

## Демографія
Згідно з переписом 2010 року, у місті мешкали 203 433 особи в 81 369 домогосподарствах у складі 47 491 родини. Густота населення становила 951 особа/км².  Було 88729 помешкань (415/км²).
Расовий склад населення:
| - 76,4 % — білих - 10,2 % — чорних або афроамериканців - 4,4 % — азіатів - 0,5 % — корінних американців - 0,1 % — вихідців з тихоокеанських островів - 5,0 % — осіб інших рас |

До двох чи більше рас належало 3,4 %. Частка іспаномовних становила 12,0 % від усіх жителів.
За віковим діапазоном населення розподілялося таким чином: 24,8 % — особи молодші 18 років, 64,2 % — особи у віці 18—64 років, 11,0 % — особи у віці 65 років та старші. Медіана віку мешканця становила 33,5 року. На 100 осіб жіночої статі у місті припадало 95,8 чоловіків;  на 100 жінок у віці від 18 років та старших — 93,1 чоловіків також старших 18 років.
Середній дохід на одне домашнє господарство  становив 60 096 доларів США (медіана — 46 290), а середній дохід на одну сім'ю — 69 509 доларів (медіана — 56 196). Медіана доходів становила 41 919 доларів для чоловіків та 34 990 доларів для жінок. За межею бідності перебувало 20,0 % осіб, у тому числі 30,0 % дітей у віці до 18 років та 9,6 % осіб у віці 65 років та старших.
Цивільне працевлаштоване населення становило 103 844 особи. Основні галузі зайнятості: освіта, охорона здоров'я та соціальна допомога — 19,4 %, фінанси, страхування та нерухомість — 13,2 %, роздрібна торгівля — 11,7 %, науковці, спеціалісти, менеджери — 10,7 %.

## Економіка
Де-Мойн — торговельно-фінансовий центр сільськогосподарського району (кукурудза, соя, свинарство, м'ясне тваринництво) — т.з. «Кормового і тваринницького поясу». Виробництво сільськогосподарської і будівельної техніки, штаб-квартири численних страхових компаній і ін. Транспортний вузол, міжнародний аеропорт. Щорічний ярмарок штату Айова в серпні.

## Освіта і культура
Університет Дрейка (1881), Коледж остеопатичної медицини і хірургії, коледж Гранд-В'ю (1896), Відкритий біблейський коледж (1931).
Серед визначних пам'яток — будівля Капітолія штату (1871–1884), Демойнський центр мистецтва, Музей науки і промисловості, Історичний музей штату, «Історична ферма» (музей сільського господарства на відкритому повітрі).

## Міста-побратими
Кофу (яп. 甲府市), Японія 

 Наукалпан (ісп. Naucalpan), Мексика 

 Сент-Етьєн (фр. Saint-Ëtienne), Франція 

 Ставрополь, Росія 

 Шицзячжуан (кит. трад. 石家莊, спр. 石家庄, піньїнь Shíjiāzhuāng), Китай

## Відомі особистості
В місті народились:
- Бейб Лондон (28 серпня 1901 — 29 листопада 1980) — американська кіноакторка.
- Пол Коверделл (20 січня 1939 — 18 липня 2000) — американський політик.
- Шон Креєн (нар. 24 вересня 1969) — американський музикант, співзасновник, перкусіоніст та бек-вокаліст гурту Slipknot.
- Крейг Джонс (нар. 11 лютого 1973) — американський музикант, гітарист та семплер гурту Slipknot.
- Кріс Фен (нар. 24 лютого 1973) — американський музикант, перкусіоніст та бек-вокаліст гурту Slipknot.
- Мік Томсон (нар. 3 листопада 1973) — американський музикант, гітарист гурту Slipknot.
- Корі Тейлор (нар. 8 грудня 1973) — американський музикант, вокаліст гурту Slipknot.
- Джої Джордісон (26 квітня 1975 — 26 липня 2021) — американський музикант, співзасновник та барабанщик гурту Slipknot.
- Сід Вілсон (нар. 20 січня 1977) — американський музикант, DJ гурту Slipknot.